# Katarzyna Izydorek
Katarzyna Izydorek (ur. 4 października 1979) – polska lekkoatletka specjalizująca się w biegu na 400 metrów przez płotki.

## Kariera
Zawodniczka klubów: Olimpia Poznań (1988-2006), AZS-AWF Poznań (2007). Brązowa medalistka mistrzostw Polski w biegu na 400 metrów przez płotki (2007) oraz srebrna i brązowa medalistka mistrzostw Polski w sztafecie 4 x 100 metrów (odpowiednio: 1999 i 2001).
Rekord życiowy w biegu na 400 metrów przez płotki: 57,88 (2003).